# A Night of Peril
A Night of Peril  è un cortometraggio muto del 1912 diretto da Bert Haldane.

## Trama
Il figlio di una coppia va a chiamare la polizia quando i suoi rapiscono una ragazza sonnambula.

## Produzione
Il film fu prodotto dalla Hepworth.

## Distribuzione
Distribuito dalla Hepworth, il film - un cortometraggio di 168 metri - uscì nelle sale cinematografiche britanniche nel gennaio 1912.